# Holocnemus hispanicus
Espèce
Holocnemus hispanicus est une espèce d'araignées aranéomorphes de la famille des Pholcidae.

## Distribution
Cette espèce se rencontre en Espagne et au Portugal.

## Étymologie
Son nom d'espèce lui a été donné en référence au lieu de sa découverte, l'Hispanie.

## Publication originale
- Wiehle, 1933 : Holocnemus bispanicus sp. n. und die Gattungen Holocnemus Simon und Crossoprisa Simon. Zoologische Anzeiger, vol. 104, p. 241-252.